# Jouars-Pontchartrain
Jouars-Pontchartrain è un comune francese di 5 325 abitanti situato nel dipartimento degli Yvelines nella regione dell'Île-de-France.
 Qui visse e morì il pittore André Eugène Costilhes (1865-1940).

## Monumenti e luoghi d'interesse

### Sito archeologici
- Rovine di Diodurum, antico insediamento di origine gallo-romana.

## Società

### Evoluzione demografica
Abitanti censiti